# Eric van de Poele
Eric van de Poele és un pilot de curses belga que va arribar a disputar curses de Fórmula 1.
Va néixer a Verviers, Bèlgica el 27 de febrer del 1965.
Eric van de Poele va debutar a la primera cursa de la temporada 1991 (la 42a temporada de la història) del campionat del món de la Fórmula 1, disputant el 10 de març del 1991 el G.P. dels Estats Units al circuit de Phoenix.
Va participar en un total de vint-i-nou curses puntuables pel campionat de la F1, disputades en dues temporades consecutives temporada 1991 - temporada 1992, aconseguint una novena posició com millor classificació en una cursa i no assolí cap punt pel campionat del món de pilots.

## Resultats a la Fórmula 1
| Any  | Equip                         | Xassís    | Motor       | 1       | 2       | 3       | 4       | 5       | 6       | 7       | 8       | 9       | 10      | 11      | 12      | 13      | 14      | 15      | 16      | Posició | Punts |
| ---- | ----------------------------- | --------- | ----------- | ------- | ------- | ------- | ------- | ------- | ------- | ------- | ------- | ------- | ------- | ------- | ------- | ------- | ------- | ------- | ------- | ------- | ----- |
| 1991 | Modena Team SpA               | Lambo     | Lamborghini | USA NVQ | BRA NVQ | SMR 9   | MON NVQ | CAN NVQ | MEX NVQ | FRA NVQ | GB NVQ  | ALE NVQ | HON NVQ | BEL NVQ | ITA NVQ | POR NVQ | ESP NVQ | JAP NVQ | AUS NVQ | -       | 0     |
| 1992 | Motor Racing Developments Ltd | Brabham   | Judd        | SUD 13  | MEX NVQ | BRA NVQ | ESP NVQ | SMR NVQ | MON NVQ | CAN NVQ | FRA NVQ | GB NVQ  | ALE NVQ |         |         |         |         |         |         | -       | 0     |
| 1992 | Fondmetal                     | Fondmetal | Ford        |         |         |         |         |         |         |         |         |         |         | HON Ret | BEL 10  | ITA Ret | POR     | JAP     | AUS     | -       | 0     |

### Resum
| Curses: | Victòries: | Pòdiums: | Poles: | Voltes ràpides: | Punts: |
| ------- | ---------- | -------- | ------ | --------------- | ------ |
| 29 (5)  | 0          | 0        | 0      | 0               | 0      |